# Polegar (álbum de 1991)
Polegar é o terceiro álbum de estúdio lançado pela boy band brasileira de música pop homônima, em 1991, pela gravadora Continental. Trata-se do primeiro lançamento do grupo, com a formação que incluía os integrantes: Alan Frank, Alex Gill, Ricardo Costa e Marcelo Souza.
Após o sucesso de dois álbuns anteriores e durante a divulgação do álbum Polegar de 1990, Rafael Ilha deixou o grupo, sendo substituído por Marcelo Souza. O álbum foi produzido por Caio Flávio e apresenta versões de músicas estrangeiras, como "Prisioneiro" e "Doido Por Você". O primeiro single, "Quero Mais", alcançou sucesso nas paradas de sucesso brasileiras. 
Comercialmente, tornou-se mais um sucesso para o grupo. As vendas atingiram mais de 100 mil cópias no Brasil, garantindo ao grupo seu terceiro disco de ouro.

## Antecedentes
Em 1990, alguns veículos de imprensa divulgaram que o apresentador Gugu Liberato, junto com a sua empresa Promo Art, incluiriam mais um integrante ao Polegar, formando assim um quinteto. No entanto, após o lançamento de dois álbuns de estúdio autointitulados e bem sucedidos, que venderam juntos mais de 750 mil cópias  e durante a divulgação de Polegar (1990), o integrante Rafael Ilha, um dos mais populares do quarteto, além de ser o mais jovem integrante, resolveu sair do grupo a fim de seguir com uma possível carreira solo.
Após testes com vários rapazes, o escolhido foi Marcelo Souza, então com 15 anos de idade. O cantor chegou a ser office boy, antes de formar uma banda com a qual cantava em bailes. Após essa experiência, passou a fazer comerciais para a TV e por fim conseguiu entrar no grupo. Souza foi escolhido enquanto o Polegar ainda gravava o segundo LP, e embora não apareça na capa do disco mencionado, é o vocalista nas faixas "Estou Ficando Louco" e "Cenas de Amor".

## Produção
A produção do álbum é de Caio Flávio e a direção e gerência artística são de Matheus Nazareth e Mauro Almeida, respectivamente. A lista de faixas inclui doze canções, algumas delas versões de músicas estrangeiras. "Prisioneiro" é uma versão em português de "Princesa Tibetana", do grupo musical mexicano Timbiriche. "Doido Por Você", é uma versão em português de "Surfin' USA" de Chuck Berry, e "Assim Que Eu Sou", é  uma versão de "Grease" de Barry Gibb.

## Singles
A faixa "Quero Mais", foi escolhida como primeiro single a ser lançado. Trata-se de uma versão cover da canção "Si No Es Ahora", do grupo musical mexicano Timbiriche. A faixa inclui um sample de "All I Need Is a Miracle", da banda estadunidense Mike + The Mechanics. De acordo com o jornal A Tribuna, o grupo viajou para Aruba para gravação de um videoclipe da canção, que foi ao ar no programa Viva a Noite, do SBT.

## Desempenho comercial
Comercialmente, enquanto a versão do Timbiriche ("Si No Es Ahora") atingiu a posição de número 6 na parada de sucessos mexicana, a versão do Polegar teve como pico o número 7, na parada publicada pelo Jornal do Commercio. Já a faixa "Palavras de Rapaz" atingiu uma posição ainda melhor na mesma lista, tendo como pico o número 2. O álbum vendeu mais de 100 mil cópias no Brasil, o que fez com que o grupo recebesse o seu terceiro disco de ouro.

## Lista de faixas
- Créditos adaptados do encarte do LP Polegar, de 1991.[11]

| N.º            | Título                            | Compositor(es)                                    | Duração |  |
| 1.             | "Qualquer Hora" (Si No Es Ahora)  | Fernando Ribe Kiko Campos Edgard Poças            | 3:35    |  |
| 2.             | "Quero Mais"                      | G. Michelle L.B. Wilde Amanda                     | 3:21    |  |
| 3.             | "Pouco A Pouco"                   | Chico Roque Gabriel O'Meara                       | 4:00    |  |
| 4.             | "Onde Está Você"                  | Colla Richard Mochulske                           | 3:26    |  |
| 5.             | "Palavra de Rapaz"                | Luiz Ayrão                                        | 3:18    |  |
| 6.             | "É Muito"                         | M. Gómez R. Ravet D. López Poças                  | 3:14    |  |
| 7.             | "Ki Loucura"                      | G. Michelle L.B. Wilde López Caio Flávio          | 3:33    |  |
| 8.             | "O Último Trem"                   | Boyce Hart Gileno                                 | 3:04    |  |
| 9.             | "Prisioneiro" (Princesa Tibetana) | Memo Méndez Guiu Poças                            | 4:04    |  |
| 10.            | "Doido Por Você" (Surfin' USA)    | Chuck Berry Poças                                 | 3:05    |  |
| 11.            | "Assim Que Eu Sou" (Grease)       | Barry Gibb Poças                                  | 3:06    |  |
| 12.            | "Tão Bom"                         | James Mitchell Marvin Willis Arnold Ingram Amanda | 4:40    |  |
| Duração total: | Duração total:                    | Duração total:                                    | 41:06   |  |

## Certificações e vendas
| Região | Certificação | Vendas  |
| ------ | ------------ | ------- |
| Brasil | Ouro         | 100,000 |